# Sangala cynara
Sangala cynara är en fjärilsart som beskrevs av Druce 1907. Sangala cynara ingår i släktet Sangala och familjen mätare. Inga underarter finns listade.